# BAM Swiss
Die BAM Swiss AG ist eine Schweizer General- und Totalunternehmerin, die sich u. a. auf das Erstellen von Wohn- und Bürogebäuden sowie Spitälern in der Deutschschweiz spezialisiert hat. Das zur niederländischen Royal BAM Group gehörende Unternehmen wurde im März 2021 an den Schweizer Baudienstleister Implenia verkauft mit Übergabe zum Ende Mai 2021.

## Geschichte
Das Unternehmen wurde 2011 als Tochterunternehmen der BAM Deutschland AG in Basel gegründet und sieht sich in der Tradition des Schlüsselfertigbaus. Über die deutsche Mutter gehörte die BAM Swiss zur niederländischen Royal BAM Group.

## Kompetenzen
Die BAM Swiss bedient von ihren beiden Standorten Basel und Zürich aus die Deutschschweiz. Als Generalunternehmerin übernimmt die BAM für Bauherren das Erstellen von Grossprojekten wie Verwaltungsgebäude, Spitäler und Sportstätten. Im Auftrage ihrer Kunden koordiniert die BAM Swiss alle am Bau beteiligten Parteien, stimmt die verschiedenen Arbeiten und Prozesse aufeinander ab und überwacht insbesondere die Einhaltung der vereinbarten Kosten, Termine und Qualität, sodass der Bauherr ein schlüsselfertiges Bauwerk erhält.
Zusätzlich zu den klassischen GU-Dienstleistungen bietet die BAM Swiss zusätzlich eine Betrachtung über den Lebenszykluses eines Gebäudes an. Der Einbezug der BAM Immobilien-Dienstleistungen GmbH (Stuttgart, Deutschland) erlaubt es, Überlegungen zum späteren Betrieb in der Planungs- und Realisierungsphase einzubringen und zu berücksichtigen. Über die BAM Sports GmbH (Düsseldorf, Deutschland) verfügt die BAM Swiss zudem über Kenntnisse in der Erstellung von Sportarenen.
Die BAM Swiss zählt zu den technologisch führenden Generalunternehmern in der Schweiz. Mit Digital Construction soll die Effizienz von der Planung bis zur Ausführung und zum Betrieb eines Gebäudes gesteigert werden. Digitale Technologien wie Lean Construction erlauben zudem, Prozesse während der Projektabwicklung laufend und systematisch zu optimieren. Die BAM Swiss setzt auf technologische Innovationen wie Building Information Modeling.

## Ausgewählte Projekte
- Neubau Studentenwohnheim HWO in der Science City der ETH Zürich[8][9]
- Neubau Felix Platter-Spital Basel[10][11]
- Neubau Kantonsspital Aarau (KSA)[12]